# Davidius squarrosus
Davidius squarrosus är en trollsländeart som beskrevs av Zhu 1991. Davidius squarrosus ingår i släktet Davidius och familjen flodtrollsländor. Inga underarter finns listade i Catalogue of Life.